# Amani Abeid Karume

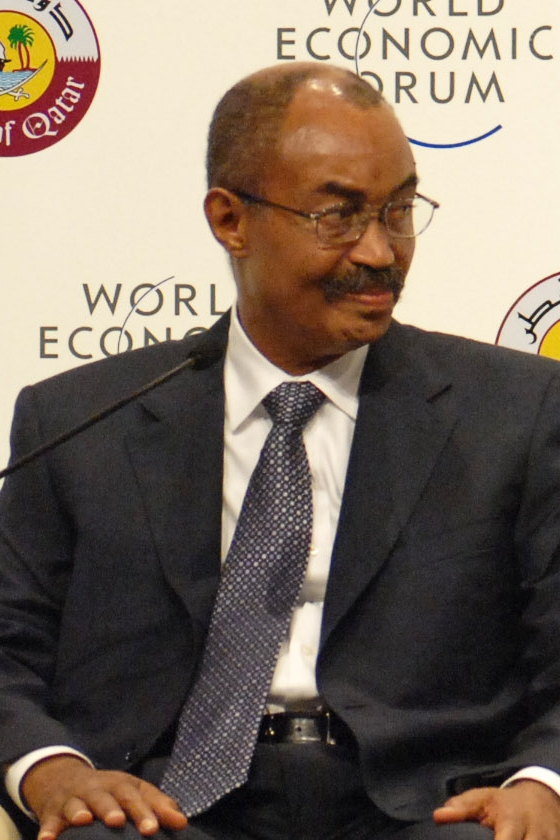
Amani Abeid Karume em cúpula do Fórum Econômico Mundial no ano de 2010

Amani Abeid Karume (Zanzibar, 1 de novembro de 1948) é o ex-presidente de Zanzibar, ocupou o cargo de 8 de novembro de 2000 a 3 de novembro de 2010. É filho do primeiro presidente de Zanzibar, Abeid Amani Karume e membro do partido Partido da Revolução (CCM).
Karume é casado e é pai de seis filhos, todos já em idade adulta. Ele é fluente em suaíli e em inglês.

## Biografia
Nascido em 1948, Karume foi educado na Escola Secundária Lumumba até 1969, ano em que se formou em ciências contábeis. Durante a década de 1970, ocupou vários cargos no Governo Revolucionário de Zanzibar, incluindo Chefe Tesoureiro (1970-1971), Secretário Principal no Ministério das Finanças (1971-1974), Secretário Principal no Ministério do Planejamento (1974-1978) e Diretor Secretário do Ministério das Comunicações e Transportes (1978-1980).
Durante a década de 1980, trabalhou como consultor privado para um negócio britânico instalado em Zanzibar. Karume voltou ao governo e à política em 1990, quando foi eleito para a Câmara dos Representantes de Zanzibar do distrito eleitoral de Raha Leo. Em 1995, ele foi reeleito para essa posição nas eleições multipartidárias. Neste ínterim, foi nomeado Ministro do Comércio de 1990-1995 pelo Presidente Salim Amour. Em 1995, ele foi reeleito para o mesmo círculo eleitoral e depois nomeado como Ministro da Comunicação e Transportes.
Karume, que atuou como candidato presidencial do CCM para Zanzibar, ganhou 67,04% dos votos em uma eleição de outubro de 2000 prejudicada por irregularidades e criticada por observadores internacionais (embora as pesquisas sobre a Tanzânia continental sejam geralmente louvadas). A controvérsia sobre as eleições levou a demonstrações massivas, particularmente na ilha de Pemba, onde a polícia abriu fogo contra manifestantes, matando treze pessoas.
Ele foi reeleito nas eleições de 30 de outubro de 2005, ganhando 53,18% do total de votos, em outra eleição contestada com muitas irregularidades de acordo com a Comissão Eleitoral de Zanzibar.
No final de 2009, após os anos de esforços de reconciliação entre o CCM e a Frente Cívica Unificada (CUF) no âmbito do projeto "Muafaka", o Presidente Karume iniciou conversações de paz com o seu homólogo, Seif Sharif Hamad, da CUF. Foi a primeira vez na história da "política democrática" de Zanzibar, onde os dois líderes realizaram o diálogo para buscar uma solução de paz duradoura para as ilhas. Os dois líderes proporcionaram a oportunidade ao povo de Zanzibar de decidir sobre o seu destino futuro e através de um referendo realizado em julho de 2010, o povo Zanzibari votou SIM para um governo de unidade nacional. Em novembro de 2010, após as primeiras eleições democráticas pacíficas e justas internacionalmente declaradas, o presidente Amani Karume desistiu, remetendo ao presidente Ali Mohamed Shein, do triunfante partido CCM.

## 
1. ↑  http://www.ippmedia.com/ipp/guardian/2007/11/06/101928.html Em falta ou vazio |título= (ajuda)
2. ↑  «Amani Abeid Karume conferred an honorary doctorate degree». 2013. Consultado em 25 de janeiro de 2018. Arquivado do original em 4 de outubro de 2017
3. ↑  «V. THE DEMONSTRATIONS: KILLINGS AND ASSAULTS»
4. ↑  «V. THE DEMONSTRATIONS: KILLINGS AND ASSAULTS». 2005